# Herr Mannelig
Herr Mannelig (někdy Herr Mannerlig, volně přeloženo Pan Mužný) je švédská středověká balada vyprávějící o zoufalé horské trollce, která se chtěla stát člověkem. Věřila, že toho dosáhne, když se provdá za sira Manneliga (Herr Mannelig). Přestože mu nabídla mnoho darů, odmítl ji, protože nebyla křesťanka.
Existuje mnoho verzí této balady, nicméně její základní příběh všechny verze zachovávají.

## Slova
| Švédsky Bittida en morgon innan solen upprann Innan foglarna började sjunga Bergatrollet friade till fager ungersven Hon hade en falskeliger tunga Herr Mannelig herr Mannelig trolofven i mig För det jag bjuder så gerna I kunnen väl svara endast ja eller nej Om i viljen eller ej: Eder vill jag gifva de gångare tolf Som gå uti rosendelunde Aldrig har det varit någon sadel uppå dem Ej heller betsel uti munnen Herr Mannelig herr Mannelig trolofven i mig För det jag bjuder så gerna I kunnen väl svara endast ja eller nej Om i viljen eller ej: Eder vill jag gifva de qvarnarna tolf Som stå mellan Tillö och Ternö Stenarna de äro af rödaste gull Och hjulen silfverbeslagna Herr Mannelig herr Mannelig trolofven i mig För det jag bjuder så gerna I kunnen väl svara endast ja eller nej Om i viljen eller ej: Eder vill jag gifva ett förgyllande svärd Som klingar utaf femton guldringar Och strida huru I strida vill Stridsplatsen skolen i väl vinna Herr Mannelig herr Mannelig trolofven i mig För det jag bjuder så gerna I kunnen väl svara endast ja eller nej Om i viljen eller ej: Eder vill jag gifva en skjorta så ny Den bästa I lysten att slita Inte är hon sömnad av nål eller trå Men virkat av silket det hvita Herr Mannelig herr Mannelig trolofven i mig För det jag bjuder så gerna I kunnen väl svara endast ja eller nej Om i viljen eller ej: Sådana gåfvor toge jag väl emot Om du vore en kristelig qvinna Men nu så är du det värsta bergatroll Af Neckens och djävulens stämma Herr Mannelig herr Mannelig trolofven i mig För det jag bjuder så gerna I kunnen väl svara endast ja eller nej Om i viljen eller ej: Bergatrollet ut på dörren sprang Hon rister och jämrar sig svåra Hade jag fått den fager ungersven Så hade jag mistat min plåga Herr Mannelig herr Mannelig trolofven i mig För det jag bjuder så gerna I kunnen väl svara endast ja eller nej Om i viljen eller ej: |  | Česky Jednou časně zrána, dřív než slunko začlo hřát a ptačí zpěv než zazněl tak sladce, horská trolka přišla si zemana namlouvat, proradným jazykem vládla hladce. Pane Mannerlig, pane Mannerlig, za ženu vezmi si mě, poslyš, co vše já mohu ti dát. Jen odpověď tvou žádám, zdali ano, nebo ne, zdali učiníš tak. Dvanáct bujných hřebců já tobě mohu dát, co spásají trávu v stinném háji, nikdo doposavad se je neodvážil osedlat, ani udidla dosud neznají. Pane Mannerlig, pane Mannerlig, za ženu vezmi si mě, poslyš, co vše já mohu ti dát. Jen odpověď tvou žádám, zdali ano, nebo ne, zdali učiníš tak. Dvanáct skvělých mlýnů já tobě mohu dát, co stojí mezi Tillö a Ternö žernovy jsem dala nejlepším bronzem okovat a okraje mlýnských kol jsou postříbřené. Pane Mannerlig, pane Mannerlig, za ženu vezmi si mě, poslyš, co vše já mohu ti dát. Jen odpověď tvou žádám, zdali ano, nebo ne, zdali učiníš tak. Zlatem tepaný meč já tobě mohu dát, ostří z kovu patnácti prstenů má, v bitvě bude kol tebe rány rozsévat, vždy slavné vítězství ti dá. Pane Mannerlig, pane Mannerlig, za ženu vezmi si mě, poslyš, co vše já mohu ti dát. Jen odpověď tvou žádám, zdali ano, nebo ne, zdali učiníš tak. Krásný nový šat já tobě mohu dát, co se honosnou vznešeností třpytí, jehla ani příze netkla onen šat, tkaný z nejbělejší hedvábných nití. Pane Mannerlig, pane Mannerlig, za ženu vezmi si mě, poslyš, co vše já mohu ti dát. Jen odpověď tvou žádám, zdali ano, nebo ne, zdali učiníš tak. Všechny tvoje dary bych přijal, kdybys byla křesťanskou ženou, však nyní dobře vidím, žes trolkou z horských skal, divoženkou a ďáblem zplozenou. Pane Mannerlig, pane Mannerlig, za ženu vezmi si mě, poslyš, co vše já mohu ti dát. Jen odpověď tvou žádám, zdali ano, nebo ne, zdali učiníš tak. Horská trolka vyběhla ze dveří statku ven, s nářkem hořké slzy prolila: „Kdyby neodmítl mě ten mladý zeman jen, prokletí bych se navždy zprostila.“ Pane Mannerlig, pane Mannerlig, za ženu vezmi si mě, poslyš, co vše já mohu ti dát. Jen odpověď tvou žádám, zdali ano, nebo ne, zdali učiníš tak. |

## Hudební ztvárnění
Balada byla nahrána mnoha skupinami a umělci, například In Extremo, Garmarna, Haggard, Hedningarna, Psalteria, Satarial, Heimatærde, Wolfenmond, Čur, Galtagaldr, Cromdale, Dunkelschön, Annwn, Litvintroll, Nota Profana, Huncfut, Clamortis, Percival, Skáld.